# Siyəzəni járás
A Siyəzəni járás (azeri nyelven: Siyəzən rayonu) Azerbajdzsán egyik járása. Székhelye Siyəzən.

A Siyəzəni járás elhelyezkedése Azerbajdzsánban

## Népesség
- 1999-ben 33 462 lakosa volt, melyből 32 969 azeri (98,5%), 192 orosz és ukrán, 180 lezg, 55 török, 42 tat, 13 tatár, 1 grúz, 1 örmény.
- 2009-ben 37 654 lakosa volt, melyből 37 343 azeri, 150 lezg, 71 orosz, 65 török, 6 tatár, 3 ukrán.